# Papagayo (zatoka)
Zatoka Papagayo, Zatoka Papug (hiszp. Golfo de Papagayo) – akwen Oceanu Spokojnego niedaleko prowincji Guanacaste na północno-zachodnim wybrzeżu Kostaryki. Zatoka i jej linia brzegowa są częściami ważnego projektu turystycznego rządu Kostaryki. Jednym z głównych kurortów w tym regionie jest Allegro Papagayo. Wśród najpopularniejszych ośrodków nad Zatoką Papagayo znajdują się: Ocotal Beach, Playas del Coco, Playa Hermosa i Playa Panamá.
Najbardziej rozwiniętym regionem w okolicy zatoki jest Półwysep Papagayo. Wody zatoki są miejscem występowania wielu okazów fauny i flory morskiej, np. orek.